# Johan De la Gardie
Johan Pontusson De la Gardie (3 de marzo de 1582, Reval; † 10 de marzo de 1642 en el castillo de Steninge, Suecia) fue un noble sueco, hombre de estado, que ocupó los más altas cargos gubernamentales.

## Orígenes
Sus padres eran el jefe militar y gobernador de Livonia, Pontus De la Gardie, y Sofía Gyllenhielm, hija ilegítima del rey Juan III de Suecia.

## Carrera
Desde el 1 de enero de 1594 fue educado como barón por el por el rey Segismundo III, en el castillo de Ekholmen, en Veckholm, en lo que ahora es el municipio de Enköping en la región de Uppsala, que ya había pertenecido a su padre desde 1571 hasta 1581.
El 15 de septiembre de 1611 fue nombrado gobernador de la provincia de Turku, con sede oficial en el castillo de Turku, y desde el 16 de mayo de 1616 también fue gobernador de la provincia de Tavastehus, en Finlandia. Del 6 de marzo de 1625 a 1628 fue gobernador de Reval (nombre alemán de Tallin), y luego de 1630 a 1634 gobernador (landhövding) de Estocolmo y Uppland.
Cuando Peter Brahe cayó enfermo durante la reunión del Riksdag (la asamblea estamental sueca) en 1630, el rey Gustavo II nombró a De la Gardie lantmarskalk (gran comisario) y luego dirigió la última parte de la sesión del Riksdag de ese año. De 1631 a 1638 fue uno de los directores de la casa de la Nobleza en Estocolmo. En 1633 fue nombrado miembro del Consejo Imperial y en 1634 también se convirtió en asesor en el Consejo de la Corte Sueca.
De la Gardie murió en 1642 en el castillo Steninge, cerca de Märsta en Uppland, y fue enterrado en la iglesia de Veckholm en el municipio de Enköping.

## Familia
Johan De la Gardie se casó con Katarina Kristersdotter Oxenstierna († 1625), hija del Reichsrat Krister Gabrielsson Oxenstierna y Beata Karlsdotter Gera. El matrimonio tuvo tres hijas:
- Beata Johansdotter De la Gardie (1612-1680), que casó en 1633 con Lennart Torstenson (1603-1651), y en 1653 con Per Brahe el Joven (1602-1680)
- Sofía Johansdotter De la Gardie (1615-1647), casada en 1634 con Jöns Knutsson Kurck el Joven (1590-1652).
- Katarina Johansdotter De la Gardie (1616-1680), casada en 1634 con Fredrik Gustavsson Stenbock (1607-1652).

En 1640 casó en un segundas nupcias con Görvel Posse (1600-1671).